# Grete Faremo

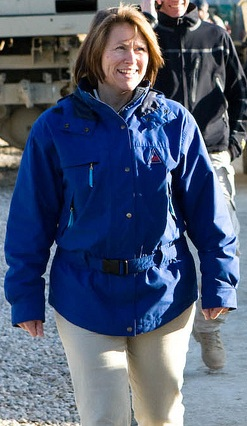
Grete Faremo (2009)

 Grete Faremo (* 16. Juli 1955 in Arendal) ist eine norwegische Politikerin der Arbeiterpartei (Arbeiderpartiet). Sie hatte von 1990 bis 2013 verschiedene Ministerämter in Norwegen inne und war von August 2014 bis Mai 2022 Exekutivdirektorin des Büros für Projektdienste der Vereinten Nationen (UNOPS). Ihrem Rücktritt als Direktorin des UN-Büros waren Vorwürfe von Missmanagement, dubioser Verwendung beträchtlicher Summen sowie von jahrelangen überhöhten Margen für die vom UNOPS berechneten Projektkosten vorausgegangen.

## Leben und Beruf
Grete Faremo studierte an der Universität Oslo Rechtswissenschaften und schloss mit dem Master ab. Faremo war in leitender Position von 1997 bis 2003 für die Storebrand-Versicherung tätig und danach bis 2008 bei Microsoft in Norwegen. Ab 2006 war sie für Norsk Hydro tätig (seit November 2007 als stellvertretender Vorstandsvorsitzende). Diesen Posten gab sie bei ihrem Eintritt in die norwegische Regierung im Oktober 2009 auf.

## Karriere
Grete Faremo war von 1990 bis 1992 Ministerin für Entwicklungszusammenarbeit, von 1992 bis 1996 Justizministerin und 1996 norwegische Erdöl- und Energieministerin. Zudem war sie für ihre Partei von 1993 bis 1997 Mitglied im Parlament Storting.
Am 20. Oktober 2009 wurde sie Verteidigungsministerin. Sie übernahm das Amt von Anne-Grete Strøm-Erichsen. Am 11. November 2011 wechselte sie als Nachfolgerin von Knut Storberget ins Justizministerium. Nach der Parlamentswahl 2013 verlor die rot-grüne Koalition ihre Mehrheit und sie musste das Ministeramt aufgeben.

## Exekutivdirektorin des Büros für Projektdienste der Vereinten Nationen (UNOPS)
Am 7. Mai 2014 wurde Faremo zur Exekutivdirektorin des Büros für Projektdienste der Vereinten Nationen (UNOPS) in Kopenhagen ernannt und trat ihr Amt im August 2014 an. Im Mai 2022 gab sie nach Vorwürfen des Missmanagements, dubioser Verwendung von Mitteln des Büros sowie von jahrelangen überhöhten Margen für die vom UNOPS berechneten Projektkosten an internationale Geberorganisationen ihren Rücktritt bekannt.
Faremo implementierte nach eigenen Aussagen Verfahrensänderungen der UNOPS, durch die es mehr wie ein Unternehmen und weniger als eine bürokratische Agentur fungieren sollte, die sich dafür einsetzt, dass die Regeln eingehalten werden. So schrieb sie 2019 in der Harvard Business Review, dass unter ihr „mehr als 1.200 Seiten Regeln in den Müll gewandert“ seien und dass sie „unsere Betriebsprinzipien umschreibt“, um das UNOPS eher wie ein schnelles und agiles Unternehmen zu führen. Unter Faremo sammelte UNOPS auch überschüssige Einnahmen an, weil es anderen UN-Agenturen mehr für die Verwaltung von Projekte berechnete. Sie wurde später beschuldigt, diesbezüglich „überhöhte Gebühren“ eingeführt zu haben.
Ohne die vor ihrer Amtszeit bestehenden Sicherheitsvorkehrungen sah sich Faremo spätestens seit Mai 2022 dem Vorwurf ausgesetzt, diese Überschüsse zudem auf fragwürdige Weise verwendet zu haben. So ließ sie laut einem Bericht in der New York Times dem schlecht beleumdeten britischen Geschäftsmann David Kendrick, den sie auf einer Party kennengelernt hatte, mehr als 61 Millionen Dollar für Projekte zukommen, die bis Mai 2022 zwar noch nicht verloren, jedoch zumindest in Gefahr waren.
Eine andere von Faremo unterstützte Initiative mit dem Namen Sustainable Investments in Infrastructure and Innovation oder kurz S3i, sah sich ebenfalls massiver Kritik ausgesetzt, da die Mittel für S3i ineffektiv oder leichtfertig für Auftragnehmer ausgegeben wurden, die die beanspruchten Leistungen nicht geliefert hatten, aber dennoch weiterhin bezahlt wurden.
Faremos Stellvertreter, Vitaly Vanshelboim, wurde im Dezember 2021 seines Amts enthoben, nachdem das Büro der Vereinten Nationen für interne Aufsicht (OIOS) die gegen das UNOP erhobenen Vorwürfe untersucht hatte. Faremo selbst trat Anfang Mai 2022 in Ungnade zurück, nachdem eine Reihe von Vorwürfen und konkreten Hinweisen des ehemaligen UN-Mitarbeiters und Whistleblower Mukesh Kapila auf die Probleme unter Faremos Leitung aufmerksam gemacht und die New York Times Artikel veröffentlicht hatte, in denen die David-Kendrick-Affäre und andere mutmaßliche Vergehen Faremos detailliert beschrieben wurden.